# Göran Nilzén
Göran Nilzén (ur. 1941 w Uppsali) – szwedzki historyk.
Po studiach na Uniwersytecie Sztokholmskim Nilzen został doktorem historii w 1971. W 1975 został docentem na tymże uniwersytecie. Pracował też w szwedzkich Archiwach Królewskich (Riksarkivet). Od 1976 brał udział w przygotowaniu "Szwedzkiego Leksykonu Biograficznego" – (Svenskt biografiskt lexikon) na początku jako redaktor, a od 1984 do 2003 jako redaktor naczelny. Projekt zakończył się w 2009 roku.
Jedną z opisanych przezeń postaci jest czołowy polityk Szwecji XVIII wieku Carl Gyllenborg.

## Dzieła
- Göran Nilzén, Carl Gustaf Tessin – uppgång och fall. Stockholm: Carlssons 2012.
- Göran Nilzén, Carl Gyllenborg – en frihetstida hattpolitiker, Carlssons Stockholm 2007.
- Göran Nilzén, Axel Reuterholms dagboksanteckningar under riksdagen i Stockholm 1738-39,  Kungl. Samfundet för utgivande av handskrifter rörande Skandinaviens historia, Stockholm  2006.